# FN FAL
Il FAL (acronimo francese di "Fusil Automatique Léger", in italiano "Fucile Automatico Leggero")  è un fucile da battaglia in calibro 7,62 × 51 mm NATO, prodotto a Liegi dalla Fabrique Nationale de Herstal a partire dal 1953.
In servizio per decenni in oltre 90 paesi del mondo, il FAL è stato uno dei fucili più utilizzati della storia. Durante la Guerra Fredda fu adottato come arma d'ordinanza da molte delle forze armate occidentali ed appartenenti alla NATO, guadagnandosi il soprannome di "braccio destro del mondo libero".

## Storia

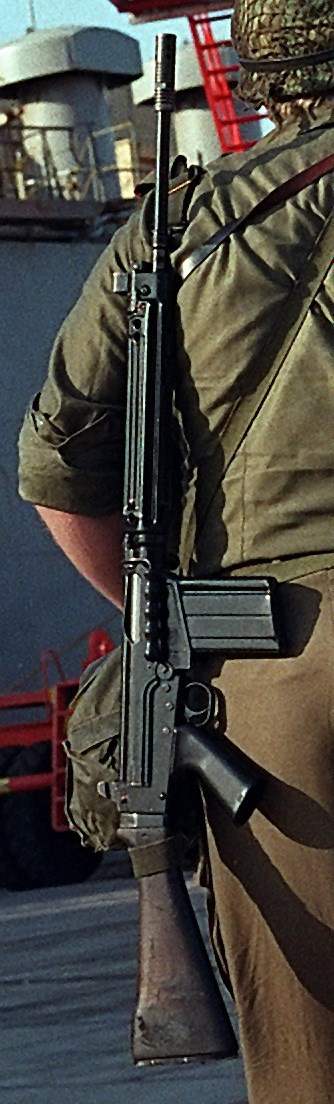
FAL FN portato a spalla da un soldato

Il primo prototipo fu progettato per impiegare la cartuccia 7,92 × 33 mm Kurz sviluppata ed usata dai tedeschi durante la seconda guerra mondiale per l'StG44. Per rispondere alle esigenze del Regno Unito, la FN costruì degli ulteriori prototipi, incluso uno in configurazione bullpup, camerati per la cartuccia intermedia .280 British.
In principio venne concepito come un fucile d'assalto, ma ciò incontrò l'opposizione degli americani i quali ritenevano che un calibro al di sotto del .30 non avesse sufficiente potenza. Al suo posto venne adottato il 7,62 × 51 mm come cartuccia standard NATO e, di conseguenza, la FN dovette adeguare il FAL al nuovo calibro rendendolo di fatto un fucile da battaglia.
L'arma fu formalmente annunciata nel 1951 dal suo progettista Dieudonne Saive e la produzione iniziò due anni dopo. A partire dal secondo dopoguerra è stata utilizzata in vari conflitti negli Stati del mondo,  subito dopo la vittoria della rivoluzione cubana nel gennaio 1959, il nuovo governo di Fidel Castro acquistò ingenti quantità del FAL direttamente dal Belgio ma un carico importante di tali armi fu distrutto da un attentato della CIA nel 1961 che fece moltissimi morti nel porto di La Habana e determinò l'affondamento della nave belga La Couvre. Venne anche utilizzato nella guerra delle Falkland dalle parti in conflitto ed è poi divenuto fucile d'ordinanza presso varie forze armate mondiali.

## Caratteristiche
É un'arma a recupero di gas molto simile allo statunitense B.A.R. (Browning Automatic Rifle). Il sistema a gas è azionato da un pistone a corsa breve caricato a molla, alloggiato sopra la canna, e il meccanismo di blocco è noto come culatta basculante. Per bloccare, esso scivola in una spalla solida di metallo nel pesante corpo dell'arma, come l'estrattore della carabina russa SKS e della serie francese MAS-49 di fucili semi-automatici. La capacità del caricatore del FAL varia da 5 a 30 colpi, e la maggior parte dei caricatori ne contengono 20.
È disponibile sia in versione semiautomatica che automatica. Nonostante l'impiego di una potente cartuccia, il rinculo del FAL è relativamente lieve. Questo è dovuto al peso dell'arma ed al funzionamento a gas. Tuttavia, soprattutto in caso di fuoco automatico, l'arma tende a allontanarsi dalla linea di mira a causa del rinculo.

## Produzione ed impiego
Il FAL è stato prodotto su licenza in molti Stati ed anche in India che ne ha prodotto una versione non ufficiale. Il Messico ha prodotto FAL assemblando pezzi prodotti dalla FN. Il FAL è stato largamente esportato anche in altri paesi alcuni dei quali (come il Venezuela) vi hanno apportato delle modifiche.
Per gli standard moderni, uno svantaggio del FAL è la quantità di lavoro che finisce nel movimento complesso dell'estrattore. Inoltre, il movimento oscillante del meccanismo estrattore tende a ritornare diversamente ad ogni colpo, influenzando la precisione intrinseca dell'arma. La cassa del FAL è normalmente ricavata dal pieno per fresatura, a differenza della maggior parte degli altri fucili da combattimento moderni, che usano casse in lamiera stampata, meno costose e più veloci da realizzare.

### Argentina
L'Argentina adottò ufficialmente il FAL nel 1955 ma le prime forniture giunsero nell'autunno del 1958. Nel 1960 iniziò la produzione su licenza che durò fino alla metà degli anni 1990. I FAL argentini erano prodotti dall'arsenale governativo FM (Fabricaciones Militares) presso la Fabrica Militar de Armas Portatiles "Domingo Matheu" (FMAP "DM") di Rosario. La denominazione ufficiale di questi fucili fu, perciò, di FM FAL. La produzione includeva la versione 'Standard' e la versione 'Parà' (con calcio ribaltabile). Tutti i fucili destinati al mercato militare erano automatici. Ne è stata prodotta anche una versione a canna pesante denominata FAP (Fusil Automatico Pesado cioè fucile automatico pesante) impiegata come arma di supporto di squadra.
Lo stabilimento di Rosario ha prodotto FAL esportati in Bolivia (nel 1971), Colombia, Croazia (durante la guerra nella ex-Jugoslavia), Honduras, Nigeria (per quest'ultimo paese non esistono certezze visto che la maggior parte dei FAL nigeriani provengono dal Belgio o sono L1A1 inglesi), Perù, e Uruguay (che ha ricevuto anche forniture di FAL prodotti dalla brasiliana IMBEL). Una derivazione del FAL che usava le cartucce 5.56 x 45 mm NATO venne sviluppata nei primi anni 1980; venne denominata FARA 83 (Fusil Automatico Republica Argentina). Il disegno prendeva a prestito alcune caratteristiche del FAL come il sistema di recupero dei gas e il calcio ripiegabile. Sembra sia stato influenzato in vari modi anche da altri fucili occidentali (Beretta AR70/223, M16, e Galil). Una quantità stimata tra 2.500 e 3.000 esemplari venne prodotta per le prove sul campo, ma i tagli alla spesa militare chiusero il progetto a metà degli anni 1980.
Ci fu anche una versione solo semi-automatica, l'FSL, pensato per il mercato civile. Cambi legislativi nel 1995 (precisamente l'entrata in vigore del Decreto Presidenziale Nº 64/95) imposero un bando di fatto sulle "armi da assalto semi-automatiche". Oggi possono occorrere fino a due anni per ottenere un permesso per possedere un FSL. L'FSL veniva offerto con calcio fisso o ripiegabile, mire ottiche e faceva uso di materiali plastici invece del legno. I FAL argentini furono impiegati durante la Guerra delle Falklands ed in varie operazioni di peacekeeping a Cipro e nella ex-Jugoslavia.

### Australia
L'Esercito australiano ha usato la versione inglese del FAL, denominata L1A1 SLR (Imperial), finché non è stata sostituita negli anni novanta dallo Steyr AUG. In Australia è stata anche impiegata la variante FN FAL 50.41/42 dotata di bipiede e priva di paramano designata anche L2A1.
Per i FAL è stata anche sviluppata una modifica al caricatore da 30 colpi dei Bren.
Molti soldati australiani usarono il fucile SLR durante la guerra del Vietnam, nonostante non fosse adatto al combattimento ravvicinato nella giungla. In effetti, molti soldati australiani preferivano quest'arma di grosso calibro rispetto all'M16 statunitense, semplicemente perché avevano fiducia che il colpo da 7,62 × 51 mm uccidesse un soldato nemico all'istante. Le tattiche australiane per la guerra nella giungla durante la guerra del Vietnam erano molto più conservatrici di quelle impiegate dalle truppe USA, e spesso determinate dai punti di forza e dai limiti dell'SLR e del suo pesante carico di munizioni. L'uso dell'SLR con fuoco completamente automatico era scoraggiato.
In Vietnam alcuni FAL furono modificati sul campo per migliorarne la maneggevolezza e su alcuni fu montato un lanciagranate coassiale da 40mm XM148.
L'Australia produsse anche la versione a canna pesante del FAL, che però fu un mezzo fallimento:conosciuta come "The bitch", l'arma soffriva di quello che in gergo viene chiamato "bang bang jam", ovvero, l'arma in modalità di fuoco automatico sparava due colpi e poi spesso si inceppava.

### Austria

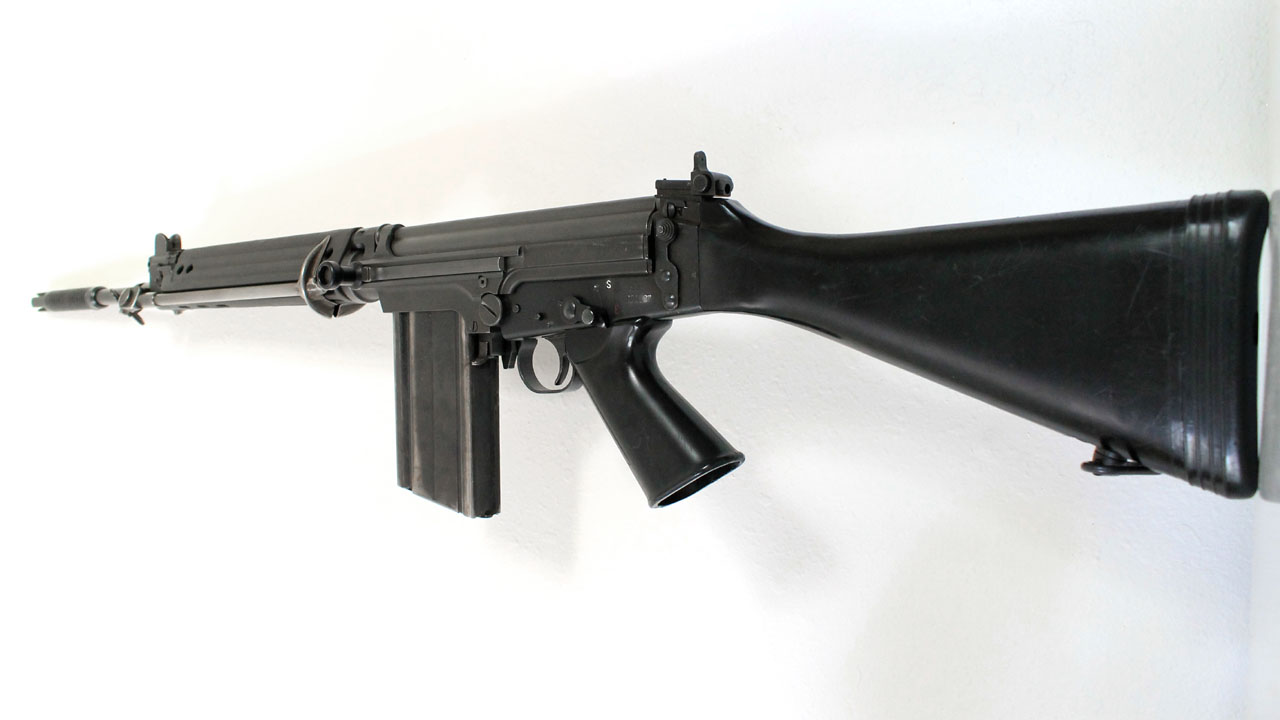
Lo Sturmgewehr 58

L'Austria ha adottato il FAL nel 1958 con la denominazione di Sturmgewehr 58 (StG 58).Tutti i FAL Austriaci sono dotati di un particolare tromboncino spegnifiamma/lanciagranate, ideato dal Maggiore Stell, che può essere utilizzato come tagliafili. Questo congegno è munito di tre aperture attraverso le quali viene fatto passare il filo spinato che può essere tranciato sparando un colpo. Alcuni StG 58 hanno il guardamano in lamiera. Sostituito negli anni 80 dallo Steyr AUG.

### Brasile
Il Brasile acquisì un piccolo numero di FAL nel 1954 per prove di valutazione che vennero condotte dal 1958 al 1962. Nel 1964, il Brasile adottò ufficialmente il fucile designandolo M964.
La produzione su licenza fu iniziata poco dopo dalla Indústria de Material Bélico do Brasil (IMBEL) in Itajubá nello stato di Minas Gerais.
La versione con calcio pieghevole fu designata M969A1. Tra i tardi anni '80 e i primi anni '90, la IMBEL ha prodotto qualcosa come 200,000 fucili M964
I fucili FAL di produzione brasiliana sono caratterizzati dalla loro semplicità, e dal corpo non fresato, una caratteristica che semplifica la produzione e abbassa il costo. I primi fucili FAL prodotti dalla FN per il Brasile sono tipici modelli FN 1964 con corpi Type 1 o Type 2, calcio di plastica, astina paramano e impugnatura a pistola, un cilindro cavo da 22mm con funzione per lanciagranate, e un'impugnatura in plastica modello "D". Si pensa che fucili FAL prodotti in Brasile siano stati esportati in Uruguay.
Il Brasile ha costruito anche delle varianti del FAL, conosciute come fucili d'assalto MD-2 e MD-3.
Il primo prototipo MD-1 fu prodotto nel 1983.

Nel 1985 l'MD-2 fu adottato ufficialmente.
I cambiamenti rispetto al FAL sono secondari e riguardano l'otturatore che è stato sostituito con quello rotante dell'M16 e la ricameratura per impiegare munizioni calibro 5.56 x 45 mm NATO.
Inoltre MD-2 e MD-3 possono usare i caricatori del M16. L'MD-2 è anche equipaggiato con un calcio pieghevole di lato, mentre l'MD-3 utilizza lo stesso calcio fisso del FAL.
La IMBEL ha anche prodotto una versione semiautomatica per la Springfield Armory, Inc. (da non confondere con l'arsenale US military Springfield Armory) venduto negli USA come SAR-48 a partire da metà degli anni ottanta.

### Canada

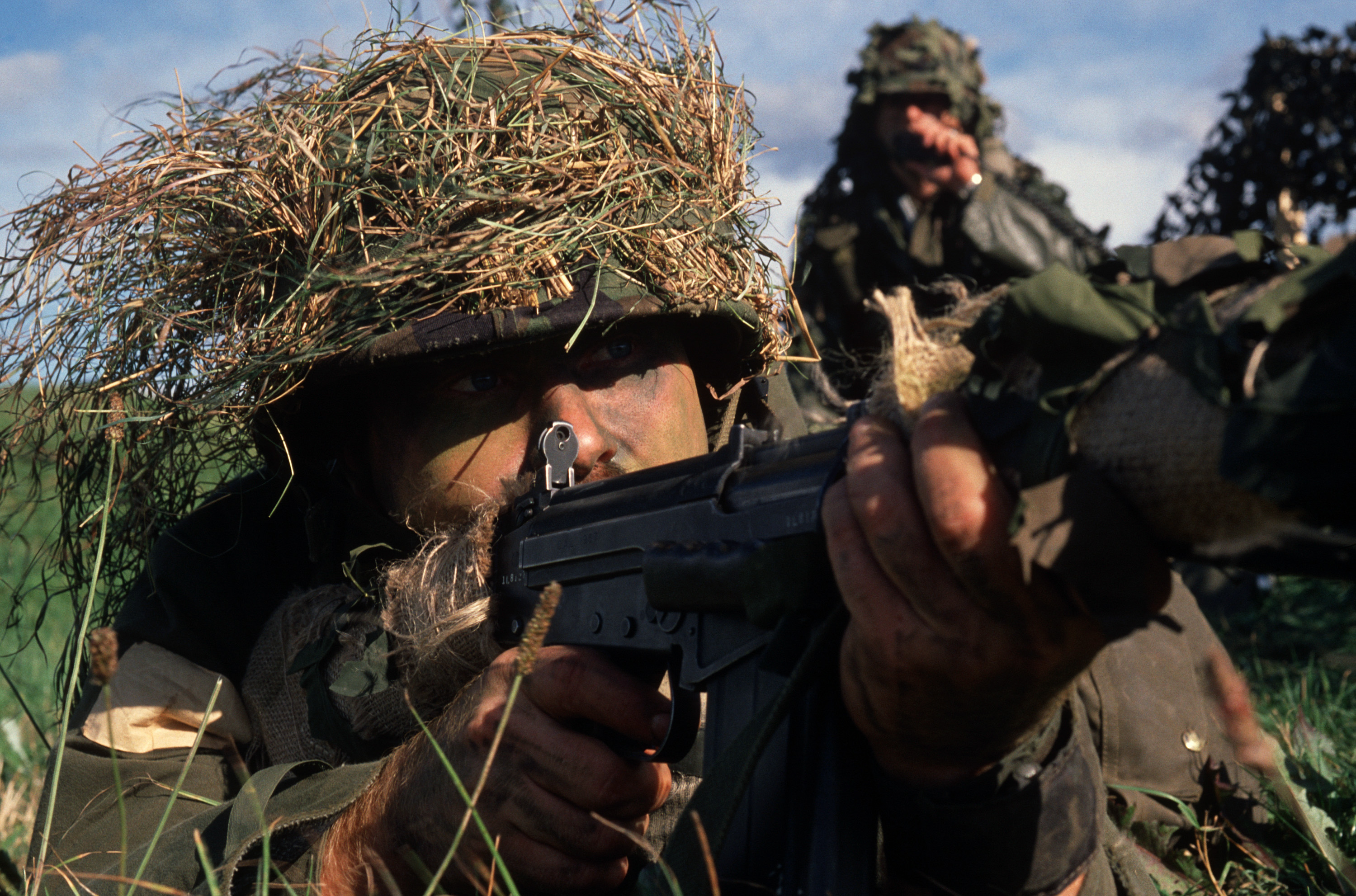
La versione canadese C1A1.

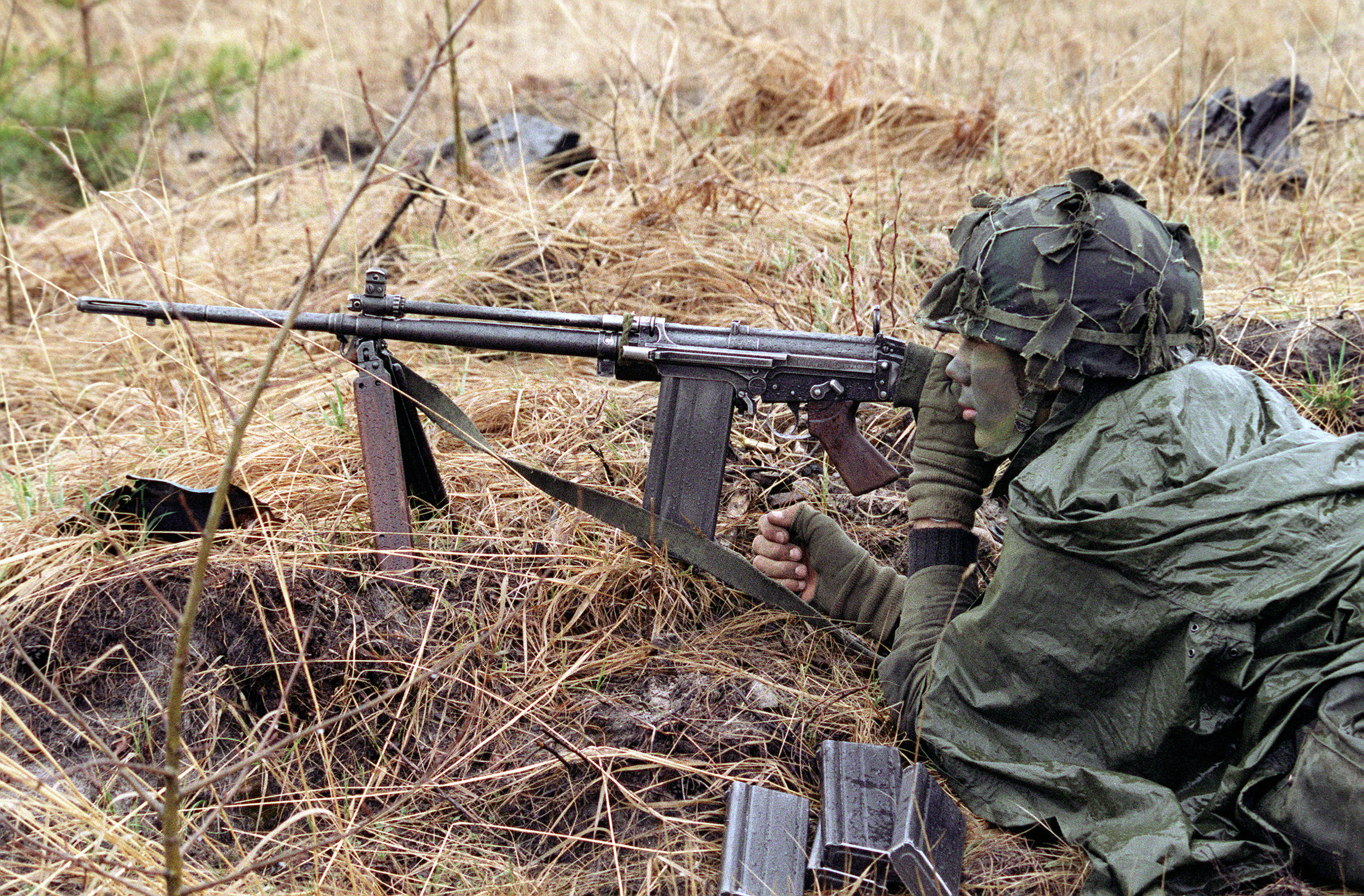
Soldato canadese con una mitragliatrice leggera C2, versione canadese del FN FAL, con una canna più pesante rispetto al C1.

Il Canada è stato il primo paese ad usare il FAL, fin dagli anni cinquanta al 1984 quando fu sostituito dal più leggero Colt Canada C7.
Vennero usate diverse versioni, la più comune delle quali è la FN C1A1, simile all'inglese L1A1, costruito su licenza dal Canadian Arsenal Limited. La tacca di mira era tarata per tiri compresi tra 200 e 600 iarde.
Il Canada ha anche impiegato la versione di arma di supporto di squadra FN FAL 50.41/42 designata localmente FN C2A1. La tacca di mira di quest'ultima è invece tarata per tiri compresi tra 200 e 1000 metri.
La marina canadese (Royal Canadian Navy) ha impiegato le versioni C1D e C1A1D in grado di effettuare anche il tiro in automatico.

### Germania
I primi FAL furono ordinati dalla Germania a cavallo tra il 1955 e il 1956 in alcune centinaia e denominati
'Canada'.
Queste armi erano destinate all'impiego solo nei Bundesgrenzschutz (guardie di confine) e non nell'esercito (Bundeswehr).
Nel novembre 1956 la Germania Ovest ordinò altri 100.000 FAL, designati G1.
Nel 1959 i FAL furono sostituiti dallo spagnolo CETME Modelo 58.
I G1 avevano l'astina paramano in acciaio stampato identica a quelli usati nelle versioni austriache, olandesi e greche, dato che è meno ingombrante di quella in plastica.
Molti G1 sono stati trasferiti alla Turchia dopo la dismissione.

### India
I modelli adottati dall'India, designati 1A SLR (Self Loading Rifle), sono basati sull'inglese L1A1.
L'arma fu adottata ufficialmente nel 1962 ed era una versione non autorizzata del FAL; ciò causò contenziosi con la FN che rifiutò all'India la licenza di costruzione.

Esso è stato il fucile di ordinanza dell'Esercito indiano per 45 anni e vide il battesimo del fuoco nel 1965 nella guerra contro il Pakistan.
L'arma è solo semiautomatica ed è in corso di sostituzione con AKM acquisiti in Romania, Russia e Ungheria.
La sostituzione sarà completata con l'acquisizione dell'INSAS che è un'arma, di fabbricazione indiana e basata sul FAL e sul AKM, che però ha incontrato dei forti ritardi nello sviluppo.
Gli 1A SLR indiani sono stati forniti anche al Bangladesh ed al Nepal.

### Israele

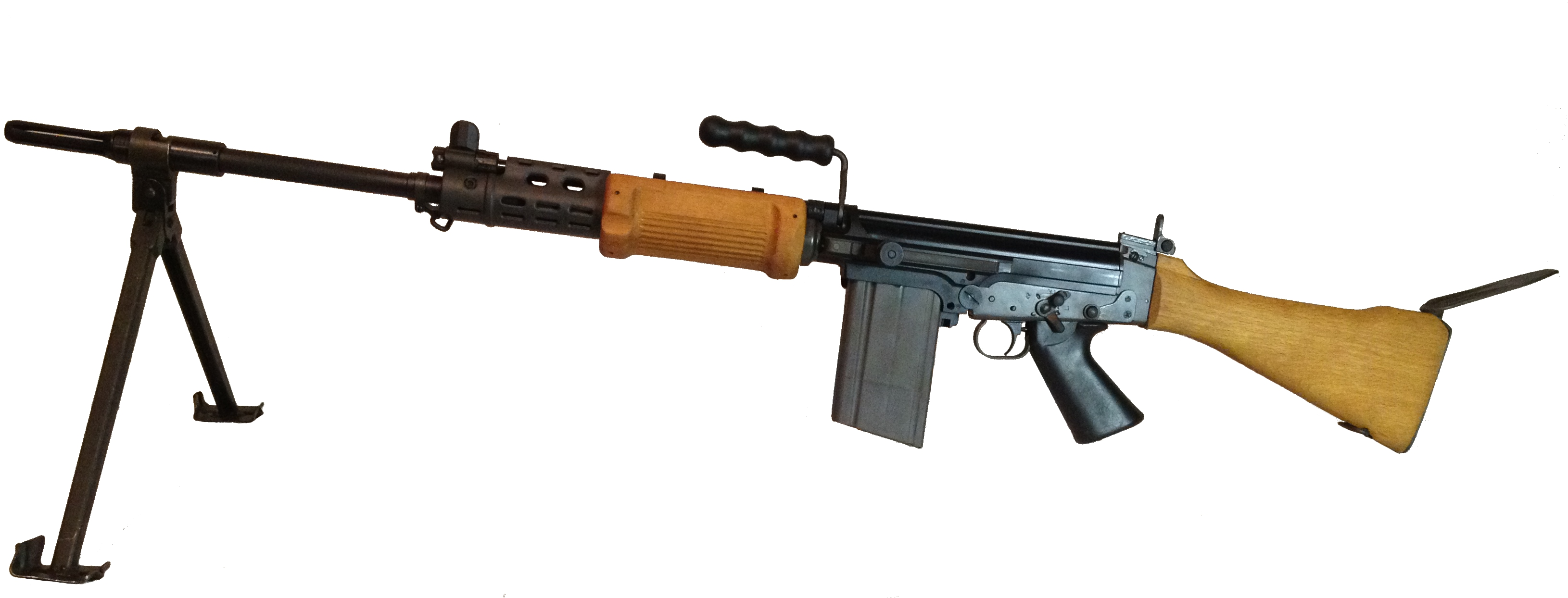
Un FN FAL Romat

In seguito alla Guerra arabo-israeliana del 1948, l'esercito israeliano (Israeli Defence Forces, IDF) affrontò una serie di problemi logistici (rifornimento di munizioni, riparazioni, parti di ricambio, ecc.), conseguenza del numero e dell'anzianità degli armamenti in servizio. Nel 1955 IDF adottò il mitragliatore Uzi, prodotto dalla IMI. Pur essendo un'eccellente arma, aveva un raggio molto ridotto. Per compensare tale difetto, l'IDF decise lo stesso anno di adottare l'FN FAL come fucile standard della fanteria, sotto il nome Romat (רומ"ט): abbreviazione per "fucile semi-automatico". La versione del FAL ordinata da IDF aveva due varianti, standard e pesante (completamente automatico); quest'ultima versione, a causa di "cronici problemi di alimentazione", era soprannominata "bang bang jam"; utilizzava munizioni NATO da 7,62 mm. Inizialmente i FAL israeliani erano dotati di selettore per modalità di fuoco, ma in seguito la versione fabbricata localmente è stata limitata al solo fuoco semi-automatico.
Il FAL israeliano ha visto l'azione per la prima volta in quantità relativamente ridotte durante la Crisi di Suez del 1956, ed entro la Guerra dei sei giorni nel giugno 1967, era il fucile standard dell'esercito israeliano. Durante la Guerra dello Yom Kippur dell'ottobre 1973 era ancora in servizio di prima linea come fucile standard dell'esercito israeliano, nonostante le crescenti critiche che avrebbero alla fine condotto al ritiro dell'arma.

### Nuova Zelanda
Diversamente dall'Esercito, che usa il fucile F88 Steyr fabbricato in Australia, la Royal New Zealand Air Force (RNZAF) continua ad usare il FAL denominato localmente 7.62mm SLR (Self Loading Rifle).

La maggior parte dei FAL neozelandesi è a canna leggera e può sparare solo in semiautomatico.

### Paesi Bassi

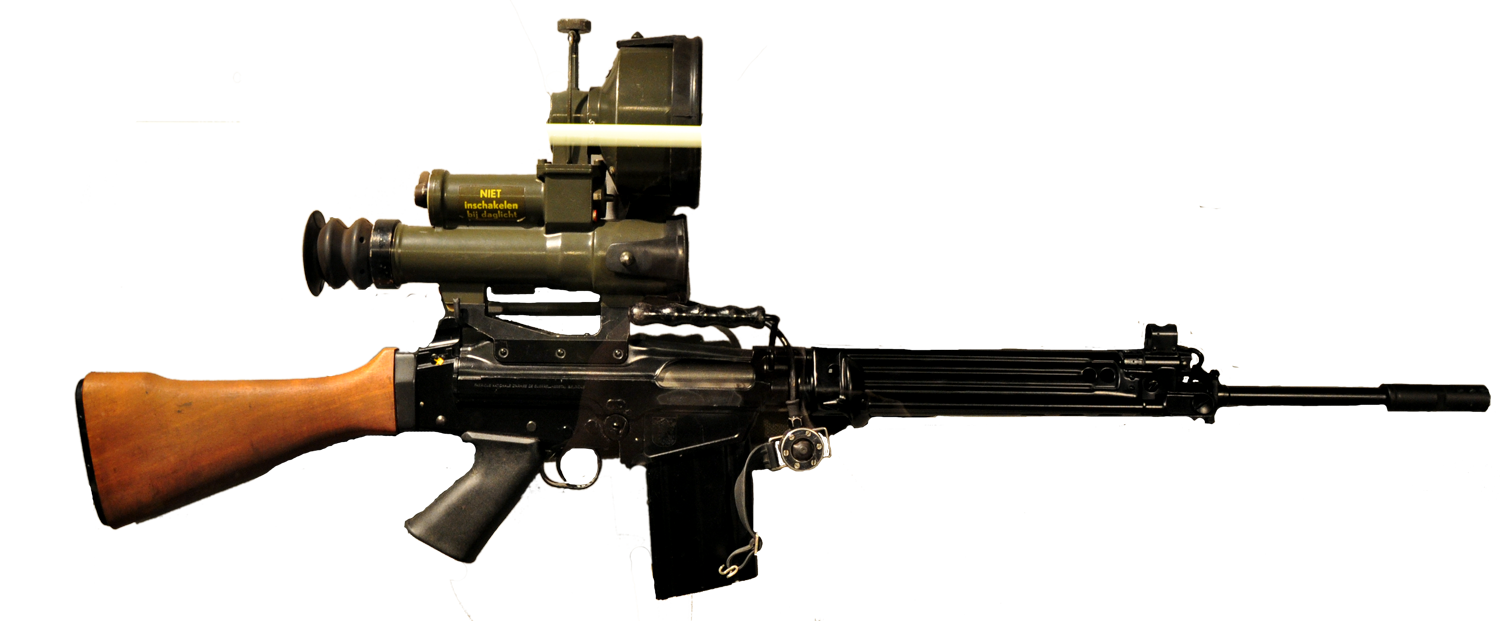
Un Armtech FAL SAS equipaggiato con mirino telescopico e visore ad infrarossi

I Paesi Bassi adottarono il FAL con bipede e senza capacità di fuoco automatico nel 1961. Venne prodotto su licenza dall'azienda Armtech e venne denominato FAL SAS. Esso ha un'unica mira e l'astina paramano sullo stile di quello tedesco; alcuni sono stati dotati di sistemi di visione notturna e ne sono state prodotte versioni da sniper e a canna pesante (FAL 50.42) da impiegare come arma di squadra. Questa arma è stata sostituita negli anni novanta dal Diemaco C7.

### Portogallo
Sebbene il Portogallo avesse adottato il CETME (più tardi, G3) come arma di ordinanza, adottò alcune centinaia di FN FAL per le forze speciali durante i conflitti post-coloniali in Angola e Mozambico (guerra coloniale portoghese).

### Regno unito

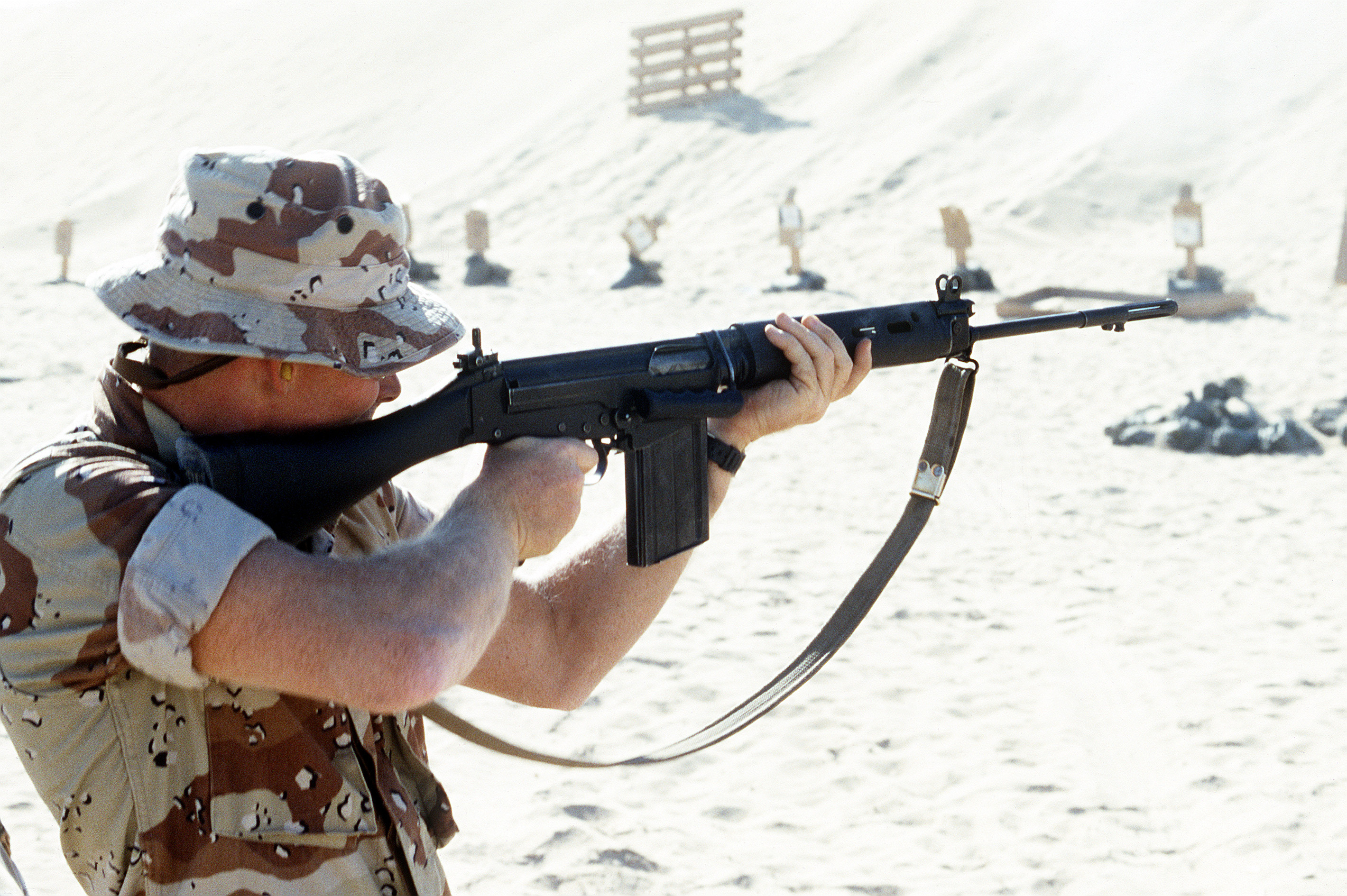
Un marine mentre utilizza un L1A1 inglese, durante l'Operazione Desert Shield.

Il Regno Unito ha adottato il FAL nel 1957 come L1A1 SLR (Self-Loading Rifle).

È stato prodotto usando il Sistema imperiale britannico e furono introdotti cambiamenti minori, inclusi un rompifiamma ridisegnato, una diottra abbattibile per permettere il montaggio di un'ottica da combattimento (la L2A1 e L2A2 successivamente "Sight Unit, Infantry, Trilux" (SUIT)), delle scanalature sul portaotturatore per la rimozione della sabbia, una leva di sgancio del caricatore maggiorata e una manetta di armamento pieghevole. Fu inoltre eliminata la funzione di blocco dell'otturatore a serbatoio vuoto (hold-open) per evitare l'ingresso di sporcizia nell'azione in fase di ricarica. (Ma mantenuto il meccanismo solo con funzionalità manuale)
La versione inglese del FAL è solo semiautomatica, tale versione prende anche il nome di 'FAL inch'.
L'arma può impiegare i caricatori da 30 colpi dei Bren. L'L1A1 è stato sostituito a metà degli anni ottanta dall'Enfield SA-80 (ovvero L85A1) calibro 5,56 × 45 mm NATO.

### Stati Uniti
Gli USA hanno testato il FAL sotto differenti aspetti; inizialmente come prodotto dell'FN con configurazioni sperimentali, e successivamente nella configurazione finale T48 come competitore ufficiale per il nuovo US Light Self-Loading Rifle, inteso come rimpiazzo dell'M1 Garand. L'esercito statunitense si è procurato i fucili T48 da tre società diverse per tastarlo, incluse due compagnie statunitensi con lo scopo di stabilire il design FN negli USA. Il T48 è stato prodotto per test dalla Fabrique Nationale (FN), di Herstal, Belgio, Harrington & Richardson (H&R) di Worcester, Massachusetts e la High Standard Company di Hartford, Connecticut.
Il T48 ha gareggiato contro il fucile T44. Il T44 era una versione pesantemente modificata del precedente M1 Garand. I test hanno provato che il T48 e il T44 avevano performance comparabili, con un vincitore incerto. Tuttavia, la facilità di produzione del T44 con macchinari già in loco per la produzione dell'M1 Garand, combinata con l'origine straniera del progetto del T48, hanno presumibilmente fatto pendere la decisione verso il T44. Alla fine gli Stati Uniti scelsero di adottare il T44, che diventò il fucile M14. Gli Stati Uniti hanno anche ricevuto un piccolo numero di FAL Heavy Barrel Rifles (HBAR) per dei test sotto la designazione di T48E1, ma nessuno di questi fucili fu adottato. Varie forze non convenzionali degli Stati Uniti pare abbiano utilizzato il FAL piuttosto che l'M16 per alcune missioni.

### Sudafrica
Dopo una competizione con il tedesco G3 e lo statunitense M16, la forza di difesa del Sudafrica (South African National Defence Force) adottò tre varianti del FAL.
- fucile - rispondente ad un pattern Commonwealth designato R1;
- variante leggera del FN FAL 50.64 - designata localmente R2;
- fucile semiautomatico per Polizia - designato localmente R3.

L'R2 era costruito da Lyttelton Engineering Works, Armaments Development and Production Corporation of South Africa (LEW, ARMSCOR).
L'R1 è stato sostituito dall'R4, una copia costruita su licenza dell'israeliano Galil.

## Varianti

### FAL 50.41 & 50.42
- conosciuto anche come FALO o Fusil Automatique LOurd (Fucile Automatico Pesante);
- è dotato di canna pesante per fuoco continuato ed ha un caricatore da 30 colpi - è impiegato come arma di squadra;
- in Canada è conosciuto come C2A1;
- in Australia è conosciuto come L2A1;

### FAL 50.61
- Calcio pieghevole, canna di lunghezza normale

### FAL 50.63
- Versione parà a calcio pieghevole e canna corta;
- Due varianti, con canne da 458 mm e 436 mm. La versione più compatta venne richiesta dal corpo paracadutisti belga. Questa configurazione particolarmente corta doveva servire a passare attraverso il portello di lancio dei C-119 Flying Boxcar con l'arma portata orizzontalmente davanti al torace.

### FAL 50.64
- Calcio pieghevole, canna di lunghezza normale, cassa in 'Hiduminium', una lega di alluminio.

## Nella cultura di massa
- In ambito videoludico, il FAL compare nei videogiochi Fallout 2, Metal Gear Solid[10], Red Crucible Firestorm, Syphon Filter: Omega Strain, TimeSplitters: Future Perfect (dove viene denominato Soviet Rifle)[11], Call of Duty: Modern Warfare 2, Call of Duty: Black Ops, Call of Duty: Black Ops 2 (con la corrispettiva arma del 2025, il FAL OSW), Call of Duty: Modern Warfare, Far Cry 2, Far Cry 6, Alliance of Valiant Arms (nella versione SA58Para), Tom clancy's Rainbow Six: Siege (come PARA-308 e c1a1), Arena Breakout, e nella serie Uncharted (non in tutti i capitoli).
- In ambito cinematografico,  appare nei film Inception (in versione C1A1), Hot Fuzz (in versione L1A1 SLR) è nel film "'71" (in versione L1A1). Compare anche in Un lupo mannaro americano a Londra di John Landis, nella sequenza della morte di David trasformato in licantropo.